# Tetracnemoidea
Tetracnemoidea is een geslacht van vliesvleugeligen uit de familie Encyrtidae. De wetenschappelijke naam van dit geslacht is voor het eerst geldig gepubliceerd in 1898 door Howard.

## Soorten
Het geslacht Tetracnemoidea omvat de volgende soorten:
- Tetracnemoidea australiaensis Howard, 1898
- Tetracnemoidea bicolor (Girault, 1915)
- Tetracnemoidea brevicornis (Girault, 1915)
- Tetracnemoidea brounii (Timberlake, 1929)
- Tetracnemoidea coffeicola (Kerrich, 1967)
- Tetracnemoidea coimbrensis Japoshvili, 2007
- Tetracnemoidea indica (Ayyar, 1932)
- Tetracnemoidea ipswichia (Girault, 1922)
- Tetracnemoidea mediterranea (Kerrich, 1967)
- Tetracnemoidea mozarti (Girault, 1932)
- Tetracnemoidea peregrina (Compere, 1939)
- Tetracnemoidea piceae (Erdös, 1946)
- Tetracnemoidea secunda (Girault, 1915)
- Tetracnemoidea spilococci Ferrière, 1957
- Tetracnemoidea sydneyensis (Timberlake, 1929)
- Tetracnemoidea westwoodi (Cockerell, 1898)
- Tetracnemoidea zelandica Noyes, 1988